# Seznam československých ledních hokejistů na mistrovstvích světa
Tento seznam československých ledních hokejistů na mistrovstvích světa obsahuje abecedně uspořádaný přehled ledních hokejistů, kteří reprezentovali Československo na mistrovstvích světa v letech 1947 až 1992. V tomto období získalo Československo šestkrát zlaté medaile.
V seznamu nejsou uvedeni hráči, kteří reprezentovali Československo na předchozích mistrovstvích světa v letech 1920, 1924, 1928, 1930, 1931, 1933, 1934, 1935, 1936, 1937, 1938 a 1939.

## Zlaté medaile na mistrovství světa v ledním hokeji
| Rok  | Jako | Soupiska | Trenéři                           |
| ---- | ---- | -------- | --------------------------------- |
| 1947 | ČSR  | sestava  | Mike Buckna                       |
| 1949 | ČSR  | sestava  | Antonín Vodička                   |
| 1972 | ČSSR | sestava  | Vladimír Kostka a Jaroslav Pitner |
| 1976 | ČSSR | sestava  | Karel Gut a Ján Starší            |
| 1977 | ČSSR | sestava  | Karel Gut a Ján Starší            |
| 1985 | ČSSR | sestava  | Luděk Bukač a Stanislav Neveselý  |

## Seznam reprezentantů
Tučně = zlato
MS xxx = stříbro
MS xxx = bronz
| Hráč                  | Post    | Narození | Úmrtí | Počet | Zlatá medaile | Stříbrná medaile | Bronzová medaile | MS |
| --------------------- | ------- | -------- | ----- | ----- | ------------- | ---------------- | ---------------- | --- |
| Petr Adamík           | Obránce | 1952     |       | 1     | 0             | 0                | 1                | MS 1973 |
| Josef Augusta         | Útočník | 1946     | 2017  | 4     | 0             | 3                | 1                | MS 1969, MS 1974, MS 1975, MS 1978                                                                         |
| Patrik Augusta        | Útočník | 1969     |       | 1     | 0             | 0                | 1                | MS 1992 |
| Stanislav Bacílek     | Obránce | 1929     | 1997  | 6     | 0             | 0                | 3                | MS 1953, MS 1954, MS 1955, MS 1957, MS 1958, MS 1959                                                       |
| Jerguš Bača           | Obránce | 1965     |       | 3     | 1             | 0                | 2                | MS 1989, MS 1990, MS 2002 (Slovensko)                                                                      |
| Slavomír Bartoň       | Útočník | 1926     | 2004  | 4     | 0             | 0                | 2                | MS 1953, MS 1955, MS 1957, MS 1958                                                                         |
| Vladimír Bednář       | Obránce | 1948     |       | 3     | 1             | 0                | 2                | MS 1969, MS 1970, MS 1972                                                                                  |
| Jaroslav Benák        | Obránce | 1962     |       | 4     | 1             | 1                | 1                | MS 1983, MS 1985, MS 1986, MS 1987                                                                         |
| Josef Beránek         | Útočník | 1969     |       | 1     | 0             | 0                | 0                | MS 1991 |
| Karel Bílek           | Útočník | 1925     | 1996  | 1     | 0             | 0                | 0                | MS 1953 |
| Vladimír Bouzek       | Útočník | 1920     | 2006  | 2     | 2             | 0                | 0                | MS 1947, MS 1949                                                                                           |
| Mojmír Božík          | Obránce | 1962     |       | 3     | 0             | 0                | 2                | MS 1986, MS 1987, MS 1990                                                                                  |
| Bedřich Brunclík      | Útočník | 1946     |       | 1     | 0             | 1                | 0                | MS 1971 |
| Petr Bříza            | Brankář | 1964     |       | 4     | 0             | 0                | 3                | MS 1989, MS 1990, MS 1991, MS 1992                                                                         |
| Jiří Bubla            | Obránce | 1950     |       | 9     | 3             | 5                | 1                | MS 1971, MS 1972, MS 1973, MS 1974, MS 1975, MS 1976, MS 1977, MS 1978, MS 1979                            |
| Augustin Bubník       | Útočník | 1928     | 2017  | 1     | 1             | 0                | 0                | MS 1949 |
| Václav Bubník         | Obránce | 1926     | 1990  | 2     | 0             | 0                | 1                | MS 1954, MS 1955                                                                                           |
| Vlastimil Bubník      | Útočník | 1931     | 2015  | 5     | 0             | 1                | 2                | MS 1953, MS 1954, MS 1955, MS 1961, MS 1963                                                                |
| Luděk Bukač           | Útočník | 1935     | 2019  | 2     | 0             | 1                | 1                | MS 1961, MS 1963                                                                                           |
| Ing. Jozef Bukovinský | Obránce | 1949     |       | 1     | 0             | 1                | 0                | MS 1979 |
| Jaromír Bünter        | Obránce | 1930     | 2015  | 1     | 0             | 1                | 0                | MS 1961 |
| Václav Burda          | Obránce | 1973     | 2018  | 1     | 0             | 0                | 1                | MS 1998 |
| Vladimír Caldr        | Útočník | 1958     |       | 2     | 0             | 1                | 0                | MS 1983, MS 1986                                                                                           |
| Alois Cetkovský       | Útočník | 1908     | 1987  | 7     | 0             | 0                | 2                | MS 1932, MS 1933, MS 1934, MS 1935, MS 1937, MS 1938, MS 1939                                              |
| Zdeno Cíger           | Útočník | 1969     |       | 2     | 0             | 0                | 2                | MS 1989, MS 1990                                                                                           |
| Jaroslav Císař        | Útočník | 1913     | 1971  | 4     | 0             | 0                | 1                | MS 1935, MS 1937, MS 1938, MS 1939                                                                         |
| Jiří Crha             | Brankář | 1950     |       | 4     | 0             | 3                | 1                | MS 1973, MS 1974, MS 1975, MS 1978                                                                         |
| Luděk Čajka           | Obránce | 1963     | 1990  | 1     | 0             | 0                | 1                | MS 1987 |
| Jozef Čapla           | Obránce | 1938     |       | 1     | 0             | 1                | 0                | MS 1965 |
| František Černík      | Útočník | 1953     |       | 5     | 1             | 3                | 1                | MS 1976, MS 1978, MS 1981, MS 1982, MS 1983                                                                |
| František Černý       | Útočník | 1959     |       | 2     | 0             | 1                | 1                | MS 1983, MS 1987                                                                                           |
| Josef Černý           | Útočník | 1939     |       | 9     | 0             | 4                | 4                | MS 1959, MS 1961, MS 1963, MS 1965, MS 1966, MS 1967, MS 1969, MS 1970, MS 1971                            |
| Bronislav Danda       | Útočník | 1930     | 2015  | 3     | 0             | 0                | 1                | MS 1953, MS 1954, MS 1955                                                                                  |
| Jiří Dolana           | Útočník | 1937     | 2003  | 2     | 0             | 1                | 1                | MS 1961, MS 1963                                                                                           |
| Libor Dolana          | Útočník | 1964     |       | 3     | 0             | 0                | 2                | MS 1987, MS 1990, MS 1991                                                                                  |
| Jiří Doležal          | Útočník | 1963     |       | 4     | 0             | 0                | 3                | MS 1987, MS 1989, MS 1990, MS 1991                                                                         |
| Wolfgang Dorasil      | Obránce | 1903     | 1964  | 5     | 0             | 0                | 1                | MS 1930, MS 1931, ME 1932, MS 1933, MS 1934                                                                |
| Jaroslav Drobný       | Útočník | 1921     | 2001  | 2     | 1             | 0                | 0                | MS 1939, MS 1947                                                                                           |
| Vítězslav Ďuriš       | Obránce | 1954     |       | 1     | 0             | 1                | 0                | MS 1979 |
| Miroslav Dvořák       | Obránce | 1951     | 2008  | 9     | 2             | 6                | 1                | MS 1974, MS 1975, MS 1976, MS 1977, MS 1978, MS 1979, MS 1981, MS 1982, MS 1983                            |
| Vladimír Dzurilla     | Brankář | 1942     | 1995  | 8     | 3             | 2                | 3                | MS 1963, MS 1965, MS 1966, MS 1969, MS 1970, MS 1972, MS 1976, MS 1977                                     |
| Bohuslav Ebermann     | Útočník | 1948     |       | 6     | 1             | 4                | 1                | MS 1974, MS 1975, MS 1977, MS 1978, MS 1979, MS 1981                                                       |
| Karol Fako            | Útočník | 1931     | 2020  | 1     | 0             | 0                | 1                | MS 1959 |
| Richard Farda         | Útočník | 1945     |       | 6     | 1             | 2                | 3                | MS 1969, MS 1970, MS 1971, MS 1972, MS 1973, MS 1974                                                       |
| Milan Figala          | Obránce | 1955     | 2000  | 1     | 0             | 1                | 0                | MS 1979 |
| Václav Fröhlich       | Útočník | 1930     |       | 1     | 0             | 0                | 0                | MS 1958 |
| Miroslav Fryčer       | Útočník | 1959     |       | 2     | 0             | 1                | 1                | MS 1979, MS 1981                                                                                           |
| Jozef Golonka         | Útočník | 1938     |       | 5     | 0             | 2                | 2                | MS 1959, MS 1965, MS 1966, MS 1967, MS 1969                                                                |
| Ladislav Grabovský    | Útočník | 1932     | 1972  | 1     | 0             | 0                | 1                | MS 1957 |
| Ivan Grandtner        | Útočník | 1943     | 1991  | 1     | 0             | 0                | 0                | MS 1967 |
| František Gregor      | Obránce | 1938     | 2013  | 2     | 0             | 1                | 1                | MS 1961, MS 1963                                                                                           |
| Leo Gudas             | Obránce | 1965     |       | 4     | 0             | 0                | 3                | MS 1989, MS 1990, MS 1991, MS 1992                                                                         |
| Karel Gut             | Obránce | 1927     | 2014  | 6     | 0             | 0                | 3                | MS 1953, MS 1954, MS 1955, MS 1957, MS 1958, MS 1959                                                       |
| Július Haas           | Útočník | 1948     |       | 2     | 1             | 0                | 1                | MS 1970, MS 1972                                                                                           |
| Přemysl Hainý         | Obránce | 1925     | 1993  | 1     | 1             | 0                | 0                | MS 1949 |
| Stanislav Hajdušek    | Obránce | 1956     |       | 1     | 0             | 0                | 1                | MS 1981 |
| Vlastimil Hajšman     | Útočník | 1928     | 1978  | 2     | 0             | 0                | 1                | MS 1954, MS 1955                                                                                           |
| Jiří Hanzl            | Brankář | 1922     | 2011  | 1     | 0             | 0                | 1                | MS 1955 |
| Eduard Hartmann       | Brankář | 1965     |       | 1     | 0             | 0                | 1                | MS 1990 |
| Oto Haščák            | Útočník | 1964     |       | 2     | 0             | 0                | 2                | MS 1989, MS 1990                                                                                           |
| Dominik Hašek         | Brankář | 1965     |       | 5     | 0             | 1                | 3                | MS 1983, MS 1986, MS 1987, MS 1989, MS 1990                                                                |
| Jan Havel             | Útočník | 1942     |       | 3     | 0             | 1                | 1                | MS 1967, MS 1969, MS 1971                                                                                  |
| Libor Havlíček        | Útočník | 1953     |       | 1     | 0             | 1                | 0                | MS 1979 |
| Wilhelm Heinz         | Útočník | ???      | ???   | 2     | 0             | 0                | 0                | MS 1930, MS 1931                                                                                           |
| Jiří Hertl            | Brankář | 1917     | 1976  | 1     | 0             | 0                | 0                | MS 1939 |
| Ivan Hlinka           | Útočník | 1950     | 2004  | 11    | 3             | 5                | 3                | MS 1970, MS 1971, MS 1972, MS 1973, MS 1974, MS 1975, MS 1976, MS 1977, MS 1978, MS 1979, MS 1981          |
| Milan Hnilička        | Brankář | 1973     |       | 2     | 0             | 0                | 1                | MS 1991, MS 1992                                                                                           |
| Jiří Holeček          | Brankář | 1944     |       | 10    | 3             | 5                | 1                | MS 1966, MS 1967, MS 1971, MS 1972, MS 1973, MS 1974, MS 1975, MS 1976, MS 1977, MS 1978                   |
| Jaroslav Holík        | Útočník | 1942     | 2015  | 7     | 1             | 2                | 3                | MS 1965, MS 1966, MS 1967, MS 1969, MS 1970, MS 1972, MS 1973                                              |
| Jiří Holík            | Útočník | 1944     |       | 12    | 3             | 5                | 3                | MS 1965, MS 1966, MS 1967, MS 1969, MS 1970, MS 1971, MS 1972, MS 1973, MS 1974, MS 1975, MS 1976, MS 1977 |
| Bobby Holík           | Útočník | 1971     |       | 2     | 0             | 0                | 1                | MS 1990, MS 1991                                                                                           |
| Josef Horešovský      | Obránce | 1946     |       | 5     | 1             | 1                | 3                | MS 1969, MS 1970, MS 1971, MS 1972,MS 1973                                                                 |
| Miloslav Hořava       | Obránce | 1961     |       | 4     | 1             | 1                | 2                | MS 1981, MS 1982, MS 1985, MS 1987                                                                         |
| Martin Hosták         | Útočník | 1967     |       | 1     | 0             | 0                | 1                | MS 1990 |
| Antonín Houba         | Brankář | 1909     | 1986  | 2     | 0             | 0                | 1                | MS 1937, MS 1938                                                                                           |
| Jan Hrbatý            | Útočník | 1942     | 2019  | 3     | 0             | 0                | 2                | MS 1967, MS 1969, MS 1970                                                                                  |
| Petr Hrbek            | Útočník | 1969     |       | 1     | 0             | 0                | 1                | MS 1992 |
| Jiří Hrdina           | Útočník | 1958     |       | 5     | 1             | 2                | 1                | MS 1982, MS 1983, MS 1985, MS 1986, MS 1987                                                                |
| Karel Hromádka        | Útočník | 1905     | 1968  | 5     | 0             | 0                | 1                | MS 1930, MS 1931, MS 1933, MS 1934, MS 1935                                                                |
| Oldřich Hurych        | Útočník | 1917     | 1968  | 2     | 0             | 0                | 1                | MS 1938, MS 1939                                                                                           |
| Milan Chalupa         | Obránce | 1953     |       | 7     | 2             | 4                | 1                | MS 1976, MS 1977, MS 1978, MS 1979, MS 1981, MS 1982, MS 1983                                              |
| Miloslav Charouzd     | Útočník | 1928     | 2001  | 3     | 1             | 0                | 0                | MS 1949, MS 1953, MS 1954                                                                                  |
| Peter Ihnačák         | Útočník | 1957     |       | 1     | 0             | 1                | 0                | MS 1982 |
| Jaromír Jágr          | Útočník | 1972     |       | 1     | 0             | 0                | 1                | MS 1990 |
| Otakar Janecký        | Útočník | 1960     |       | 2     | 0             | 0                | 2                | MS 1989, MS 1992                                                                                           |
| Zdeněk Jarkovský      | Brankář | 1918     | 1948  | 1     | 1             | 0                | 0                | MS 1947 |
| Tomáš Jelínek         | Útočník | 1962     |       | 3     | 0             | 0                | 3                | MS 1989, MS 1990, MS 1992                                                                                  |
| Ján Jendek            | Brankář | 1931     | 2002  | 1     | 0             | 0                | 1                | MS 1955 |
| Josef Jirka           | Brankář | 1926     | 2000  | 1     | 1             | 0                | 0                | MS 1949 |
| Drahoš Jirotka        | Útočník | 1915     | 1982  | 3     | 0             | 0                | 1                | MS 1935, MS 1937, MS 1938                                                                                  |
| Zdeněk Jirotka        | Útočník | 1914     | 1981  | 4     | 0             | 0                | 1                | MS 1934, MS 1935, MS 1937, MS 1938                                                                         |
| Jaroslav Jiřík        | Útočník | 1939     | 2011  | 7     | 0             | 2                | 3                | MS 1958, MS 1959, MS 1963, MS 1965, MS 1966, MS 1967, MS 1969                                              |
| Jiří Jonák            | Obránce | 1963     |       | 1     | 0             | 0                | 1                | MS 1992 |
| František Kaberle     | Obránce | 1951     |       | 5     | 2             | 3                | 0                | MS 1975, MS 1976, MS 1977, MS 1978, MS 1979                                                                |
| Arnold Kadlec         | Obránce | 1959     |       | 5     | 1             | 2                | 1                | MS 1981, MS 1982, MS 1983, MS 1985, MS 1986                                                                |
| Drahomír Kadlec       | Obránce | 1965     |       | 4     | 0             | 0                | 4                | MS 1987, MS 1989, MS 1990, MS 1992                                                                         |
| Milan Kajkl           | Obránce | 1950     | 2014  | 4     | 2             | 2                | 0                | MS 1975, MS 1976, MS 1977, MS 1978                                                                         |
| Vladimír Kameš        | Útočník | 1964     |       | 1     | 1             | 0                | 0                | MS 1985 |
| Jan Kasper            | Obránce | 1932     | 2006  | 6     | 0             | 1                | 4                | MS 1955, MS 1957, MS 1958, MS 1959, MS 1961, MS 1963                                                       |
| Kamil Kašťák          | Útočník | 1966     |       | 1     | 0             | 0                | 1                | MS 1992 |
| Zdeněk Kepák          | Útočník | 1937     |       | 2     | 0             | 2                | 0                | MS 1961, MS 1965                                                                                           |
| Jan Klapáč            | Útočník | 1941     |       | 5     | 1             | 2                | 2                | MS 1965, MS 1966, MS 1969, MS 1972, MS 1973                                                                |
| Miroslav Kluc         | Útočník | 1922     | 2012  | 1     | 0             | 0                | 0                | MS 1953 |
| Vladimír Kobranov     | Útočník | 1927     | 2015  | 1     | 1             | 0                | 0                | MS 1949 |
| Jiří Kochta           | Útočník | 1946     |       | 7     | 1             | 3                | 2                | MS 1967, MS 1970, MS 1971, MS 1972, MS 1973, MS 1974, MS 1975                                              |
| Jindřich Kokrment     | Útočník | 1957     |       | 2     | 0             | 1                | 1                | MS 1981, MS 1982                                                                                           |
| Milan Kokš            | Útočník | 1940     |       | 1     | 0             | 1                | 0                | MS 1966 |
| Ľubomír Kolník        | Útočník | 1968     |       | 1     | 0             | 0                | 0                | MS 1991 |
| Jiří Kolouch          | Brankář | 1932     | 2019  | 1     | 0             | 0                | 0                | MS 1954 |
| Stanislav Konopásek   | Útočník | 1923     | 2008  | 2     | 2             | 0                | 0                | MS 1947, MS 1949                                                                                           |
| Jaroslav Korbela      | Útočník | 1957     |       | 2     | 0             | 1                | 1                | MS 1981, MS 1982                                                                                           |
| Vladimír Kostka       | Obránce | 1953     |       | 1     | 0             | 1                | 0                | MS 1975 |
| Jan Košek             | Obránce | 1914     | 1979  | 1     | 0             | 0                | 0                | MS 1937 |
| Josef Král            | Obránce | 1899     | ???   | 2     | 0             | 0                | 0                | MS 1930, MS 1931                                                                                           |
| Norbert Král          | Útočník | 1956     |       | 1     | 0             | 0                | 1                | MS 1981 |
| Jiří Králík           | Brankář | 1952     |       | 4     | 1             | 3                | 0                | MS 1979, MS 1982, MS 1983, MS 1985                                                                         |
| Jan Krásl             | Útočník | 1899     | 1980  | 1     | 0             | 0                | 0                | MS 1930 |
| Robert Kron           | Útočník | 1967     |       | 2     | 0             | 0                | 2                | MS 1989, MS 1990                                                                                           |
| Jiří Kučera           | Útočník | 1966     |       | 4     | 0             | 0                | 3                | MS 1987, MS 1989, MS 1990, MS 1991                                                                         |
| Oldřich Kučera        | Útočník | 1914     | 1964  | 6     | 0             | 0                | 2                | MS 1933, MS 1934, MS 1935, MS 1937, MS 1938, MS 1939                                                       |
| Jiří Kulíček          | Brankář | 1934     |       | 3     | 0             | 0                | 2                | MS 1957, MS 1958, MS 1959                                                                                  |
| Josef Kus             | Útočník | 1921     | 2005  | 1     | 1             | 0                | 0                | MS 1947 |
| Milan Kužela          | Obránce | 1946     |       | 4     | 1             | 2                | 1                | MS 1972, MS 1973, MS 1974, MS 1979                                                                         |
| Miroslav Lacký        | Brankář | 1943     |       | 2     | 0             | 0                | 2                | MS 1969, MS 1970                                                                                           |
| Jiří Lála             | Útočník | 1959     |       | 5     | 1             | 2                | 1                | MS 1981, MS 1982, MS 1983, MS 1985, MS 1986                                                                |
| Karel Lang            | Brankář | 1958     |       | 3     | 0             | 1                | 2                | MS 1981, MS 1982, MS 1987                                                                                  |
| Robert Lang           | Útočník | 1970     |       | 1     | 0             | 0                | 1                | MS 1992 |
| Jiří Látal            | Obránce | 1967     |       | 1     | 0             | 0                | 1                | MS 1989 |
| Igor Liba             | Útočník | 1960     |       | 6     | 1             | 1                | 2                | MS 1982, MS 1983, MS 1985, MS 1986, MS 1987, MS 1992                                                       |
| Jan Lidral            | Obránce | 1929     | 1982  | 2     | 0             | 0                | 1                | MS 1953, MS 1955                                                                                           |
| Viktor Lonsmín        | Útočník | 1920     | 1990  | 1     | 0             | 0                | 0                | MS 1939 |
| Ladislav Lubina       | Útočník | 1967     |       | 3     | 0             | 0                | 2                | MS 1990, MS 1991, MS 1992                                                                                  |
| Vincent Lukáč         | Útočník | 1954     |       | 4     | 2             | 2                | 0                | MS 1977, MS 1982, MS 1983, MS 1985                                                                         |
| Jiří Macelis          | Obránce | 1923     | 1998  | 1     | 1             | 0                | 0                | MS 1949 |
| Oldřich Machač        | Obránce | 1946     | 2011  | 11    | 3             | 4                | 3                | MS 1967, MS 1969, MS 1970, MS 1971, MS 1972, MS 1973, MS 1974, MS 1975, MS 1976, MS 1977, MS 1978          |
| Josef Maleček         | Útočník | 1903     | 1982  | 8     | 0             | 0                | 2                | MS 1930, MS 1931, MS 1933, MS 1934, MS 1935, MS 1937, MS 1938, MS 1939                                     |
| Zdeněk Marek          | Útočník | 1925     | 2019  | 1     | 1             | 0                | 0                | MS 1949 |
| Vladimír Martinec     | Útočník | 1949     |       | 11    | 3             | 5                | 3                | MS 1970, MS 1971, MS 1972, MS 1973, MS 1974, MS 1975, MS 1976, MS 1977, MS 1978, MS 1979, MS 1981          |
| Hans Mattern          | Útočník | 1910     | ???   | 1     | 0             | 0                | 1                | MS 1933 |
| Stanislav Medřík      | Obránce | 1966     |       | 1     | 0             | 0                | 0                | MS 1991 |
| Jaromír Meixner       | Obránce | 1940     |       | 2     | 0             | 2                | 0                | MS 1965, MS 1966                                                                                           |
| Jan Michálek          | Obránce | 1905     | 1990  | 6     | 0             | 0                | 2                | MS 1933, MS 1934, MS 1935, MS 1937, MS 1938, MS 1939                                                       |
| Josef Mikoláš         | Brankář | 1938     | 2015  | 2     | 0             | 1                | 1                | MS 1961, MS 1963                                                                                           |
| Petr Míšek            | Obránce | 1959     |       | 1     | 0             | 0                | 1                | MS 1981 |
| František Mizera      | Útočník | 1919     | 1994  | 1     | 1             | 0                | 0                | MS 1949 |
| Bohumil Modrý         | Brankář | 1916     | 1963  | 5     | 2             | 0                | 1                | MS 1937, MS 1938, MS 1939, MS 1947, MS 1949                                                                |
| František Musil       | Obránce | 1964     |       | 5     | 1             | 1                | 1                | MS 1983, MS 1985, MS 1986, MS 1991, MS 1992                                                                |
| Vladimír Nadrchal     | Brankář | 1938     |       | 5     | 0             | 2                | 1                | MS 1958, MS 1959, MS 1961, MS 1965, MS 1967                                                                |
| Václav Nedomanský     | Útočník | 1944     |       | 9     | 1             | 4                | 3                | MS 1965, MS 1966, MS 1967, MS 1969, MS 1970, MS 1971, MS 1972, MS 1973, MS 1974                            |
| Jan Neliba            | Obránce | 1953     |       | 1     | 0             | 0                | 1                | MS 1981 |
| Oldřich Němec         | Obránce | 1922     | 1995  | 1     | 1             | 0                | 0                | MS 1949 |
| Jiří Neubauer         | Obránce | 1947     |       | 1     | 0             | 1                | 0                | MS 1974 |
| Eduard Novák          | Útočník | 1946     | 2010  | 4     | 2             | 2                | 0                | MS 1971, MS 1975, MS 1976, MS 1977                                                                         |
| Jiří Novák            | Útočník | 1950     |       | 6     | 2             | 3                | 1                | MS 1973, MS 1975, MS 1976, MS 1977, MS 1978, MS 1979                                                       |
| Milan Nový            | Útočník | 1951     |       | 7     | 2             | 4                | 1                | MS 1975, MS 1976, MS 1977, MS 1978, MS 1979, MS 1981, MS 1982                                              |
| Miroslav Nový         | Obránce | 1930     |       | 2     | 0             | 0                | 0                | MS 1953, MS 1954                                                                                           |
| Miloslav Ošmera       | Obránce | 1924     | 2001  | 2     | 0             | 0                | 0                | MS 1953, MS 1954                                                                                           |
| František Pácalt      | Obránce | 1912     | 2001  | 4     | 1             | 0                | 1                | MS 1937, MS 1938, MS 1939, MS 1947                                                                         |
| Josef Paleček         | Útočník | 1949     |       | 3     | 1             | 1                | 1                | MS 1972, MS 1973, MS 1974                                                                                  |
| František Panchártek  | Obránce | 1946     | 2021  | 1     | 0             | 1                | 0                | MS 1971 |
| Václav Pantůček       | Útočník | 1934     | 1994  | 5     | 0             | 1                | 2                | MS 1954, MS 1955, MS 1957, MS 1958, MS 1961                                                                |
| Dušan Pašek           | Útočník | 1960     | 1998  | 5     | 1             | 2                | 1                | MS 1982, MS 1983, MS 1985, MS 1986, MS 1987                                                                |
| Jan Peka              | Brankář | 1894     | 1985  | 5     | 0             | 0                | 1                | MS 1930, MS 1931, MS 1933, MS 1934, MS 1935                                                                |
| František Pergl       | Útočník | 1915     | 1995  | 4     | 0             | 0                | 1                | MS 1935, MS 1937, MS 1938, MS 1939                                                                         |
| Zbyněk Petrs          | Obránce | 1908     | 1981  | 2     | 0             | 0                | 1                | MS 1931, MS 1933                                                                                           |
| Čeněk Pícha           | Útočník | 1921     | 1984  | 1     | 1             | 0                | 0                | MS 1949 |
| Michal Pivoňka        | Útočník | 1966     |       | 2     | 1             | 0                | 0                | MS 1985, MS 1986                                                                                           |
| Antonín Plánovský     | Obránce | 1959     |       | 1     | 0             | 1                | 0                | MS 1982 |
| Jiří Pokorný          | Útočník | 1932     |       | 1     | 0             | 0                | 1                | MS 1957 |
| Miloslav Pokorný      | Obránce | 1926     | 1948  | 1     | 1             | 0                | 0                | MS 1947 |
| František Pospíšil    | Obránce | 1944     |       | 10    | 3             | 3                | 3                | MS 1967, MS 1969, MS 1970, MS 1971, MS 1972, MS 1973, MS 1974, MS 1975, MS 1976, MS 1977                   |
| Jaroslav Pospíšil     | Brankář | ???      | ???   | 1     | 0             | 0                | 0                | MS 1930 |
| Miloslav Pospíšil     | Útočník | 1926     | 2000  | 1     | 0             | 0                | 0                | MS 1954 |
| Rudolf Potsch         | Obránce | 1937     |       | 5     | 0             | 3                | 2                | MS 1959, MS 1961, MS 1963, MS 1965, MS 1966                                                                |
| Jaroslav Pouzar       | Útočník | 1952     |       | 6     | 2             | 3                | 1                | MS 1976, MS 1977, MS 1978, MS 1979, MS 1981,MS 1982                                                        |
| František Procházka   | Obránce | 1962     | 2012  | 4     | 0             | 0                | 2                | MS 1986, MS 1989, MS 1990, MS 1992                                                                         |
| Bohumil Prošek        | Útočník | 1931     | 2014  | 3     | 0             | 1                | 2                | MS 1957, MS 1959, MS 1961                                                                                  |
| Stanislav Prýl        | Útočník | 1942     | 2015  | 5     | 0             | 2                | 2                | MS 1963, MS 1965, MS 1966, MS 1967, MS 1970                                                                |
| Jaroslav Pušbauer     | Obránce | 1901     | 1976  | 6     | 0             | 0                | 1                | MS 1930, MS 1931, MS 1933, MS 1934, MS 1935, MS 1938                                                       |
| Robert Reichel        | Útočník | 1971     |       | 3     | 0             | 0                | 2                | MS 1990, MS 1991, MS 1992                                                                                  |
| Miroslav Rejman       | Útočník | 1925     | 2008  | 3     | 0             | 0                | 1                | MS 1953, MS 1954, MS 1955                                                                                  |
| Jan Richter           | Brankář | 1923     | 1999  | 2     | 0             | 0                | 0                | MS 1953, MS 1954                                                                                           |
| Pavel Richter         | Útočník | 1954     |       | 5     | 1             | 3                | 1                | MS 1978, MS 1981, MS 1982, MS 1983, MS 1985                                                                |
| Petr Rosol            | Útočník | 1964     |       | 5     | 1             | 0                | 2                | MS 1985, MS 1986, MS 1987, MS 1991, MS 1992                                                                |
| Václav Roziňák        | Útočník | 1922     | 1997  | 2     | 2             | 0                | 0                | MS 1947, MS 1949                                                                                           |
| Dárius Rusnák         | Útočník | 1959     |       | 5     | 1             | 2                | 1                | MS 1981, MS 1982, MS 1983, MS 1985, MS 1986                                                                |
| Vladimír Růžička      | Útočník | 1963     |       | 5     | 1             | 1                | 2                | MS 1983, MS 1985, MS 1986, MS 1987, MS 1989                                                                |
| Miroslav Rys          | Útočník | 1932     | 2020  | 1     | 0             | 0                | 1                | MS 1959 |
| Jaroslav Řezáč        | Brankář | 1886     | 1974  | 1     | 0             | 0                | 0                | MS 1931 |
| Josef Řezníček        | Obránce | 1966     |       | 1     | 0             | 0                | 0                | MS 1991 |
| Marcel Sakáč          | Brankář | 1947     |       | 2     | 0             | 2                | 0                | MS 1971, MS 1979                                                                                           |
| Oldřich Sedlák        | Útočník | 1922     | 1985  | 1     | 0             | 0                | 1                | MS 1955 |
| Oldřich Seiml         | Útočník | 1927     | 1978  | 1     | 0             | 0                | 0                | MS 1953 |
| Jiří Sekyra           | Útočník | 1929     | 1977  | 3     | 0             | 0                | 1                | MS 1953, MS 1954, MS 1955                                                                                  |
| František Schwach     | Útočník | 1935     | 2019  | 1     | 0             | 0                | 0                | MS 1958 |
| Miroslav Sláma        | Obránce | 1917     | 2008  | 1     | 1             | 0                | 0                | MS 1947 |
| Peter Slanina         | Obránce | 1959     |       | 1     | 0             | 0                | 0                | MS 1986 |
| Ján Starší            | Útočník | 1933     | 2019  | 4     | 0             | 1                | 2                | MS 1958, MS 1959, MS 1961, MS 1963                                                                         |
| Milan Staš            | Útočník | 1960     |       | 1     | 0             | 0                | 0                | MS 1986 |
| Antonín Stavjaňa      | Obránce | 1963     |       | 5     | 1             | 0                | 3                | MS 1985, MS 1986, MS 1987, MS 1989, MS 1990                                                                |
| Bohumil Steigenhöfer  | Útočník | 1905     | 1989  | 2     | 0             | 0                | 0                | MS 1930, MS 1931                                                                                           |
| Karel Stibor          | Útočník | 1924     | 1948  | 1     | 1             | 0                | 0                | MS 1947 |
| Karel Straka          | Brankář | 1931     | 2006  | 1     | 0             | 0                | 1                | MS 1957 |
| Jan Suchý             | Obránce | 1944     |       | 7     | 0             | 4                | 2                | MS 1965, MS 1966, MS 1967, MS 1969, MS 1970, MS 1971, MS 1974                                              |
| Stanislav Sventek     | Obránce | 1930     | 1998  | 4     | 0             | 1                | 2                | MS 1957, MS 1958, MS 1961, MS 1963                                                                         |
| Vladimír Svitek       | Útočník | 1962     | 2020  | 2     | 0             | 0                | 1                | MS 1986, MS 1989                                                                                           |
| Oldřich Svoboda       | Brankář | 1967     |       | 2     | 0             | 0                | 1                | MS 1991, MS 1992                                                                                           |
| Radoslav Svoboda      | Obránce | 1957     |       | 3     | 1             | 2                | 0                | MS 1982, MS 1983, MS 1985                                                                                  |
| Ladislav Svozil       | Útočník | 1958     |       | 2     | 0             | 2                | 0                | MS 1979, MS 1983                                                                                           |
| Miloslav Šašek        | Útočník | 1933     | 2014  | 2     | 0             | 0                | 1                | MS 1957, MS 1958                                                                                           |
| Bedřich Ščerban       | Obránce | 1964     |       | 5     | 0             | 0                | 4                | MS 1987, MS 1989, MS 1990, MS 1991, MS 1992                                                                |
| Jiří Šejba            | Útočník | 1962     |       | 4     | 1             | 0                | 2                | MS 1985, MS 1986, MS 1987, MS 1989                                                                         |
| František Ševčík      | Útočník | 1942     | 2017  | 4     | 0             | 2                | 2                | MS 1965, MS 1966, MS 1969, MS 1970                                                                         |
| Jaromír Šindel        | Brankář | 1959     |       | 5     | 1             | 0                | 3                | MS 1981, MS 1985, MS 1986, MS 1987, MS 1989                                                                |
| Jiří Šlégr            | Obránce | 1971     |       | 1     | 0             | 0                | 0                | MS 1991 |
| Richard Šmehlík       | Obránce | 1970     |       | 2     | 0             | 0                | 1                | MS 1991, MS 1992                                                                                           |
| Ladislav Šmíd         | Obránce | 1938     |       | 2     | 0             | 1                | 0                | MS 1966, MS 1967                                                                                           |
| Anton Šťastný         | Útočník | 1959     |       | 1     | 0             | 1                | 0                | MS 1979 |
| Bohuslav Šťastný      | Útočník | 1949     |       | 6     | 2             | 3                | 1                | MS 1971, MS 1972, MS 1973, MS 1974, MS 1975, MS 1976                                                       |
| Marián Šťastný        | Útočník | 1953     |       | 5     | 2             | 3                | 0                | MS 1975, MS 1976, MS 1977, MS 1978, MS 1979                                                                |
| Peter Šťastný         | Útočník | 1956     |       | 4     | 2             | 2                | 0                | MS 1976, MS 1977, MS 1978, MS 1979                                                                         |
| Vilibald Šťovík       | Obránce | 1917     | 1948  | 3     | 1             | 0                | 0                | MS 1937, MS 1939, MS 1947                                                                                  |
| Róbert Švehla         | Obránce | 1969     |       | 1     | 0             | 0                | 1                | MS 1992 |
| Tomáš Švihovec        | Útočník | 1900     | 1987  | 4     | 0             | 0                | 1                | MS 1930, MS 1931, MS 1933, MS 1934                                                                         |
| Rudolf Tajcnár        | Obránce | 1948     | 2005  | 2     | 1             | 1                | 0                | MS 1971, MS 1972                                                                                           |
| František Tikal       | Obránce | 1933     | 2008  | 7     | 0             | 2                | 3                | MS 1957, MS 1958, MS 1959, MS 1963, MS 1965, MS 1966, MS 1967                                              |
| Radek Ťoupal          | Útočník | 1966     |       | 2     | 0             | 0                | 0                | MS 1991, MS 1993                                                                                           |
| Jiří Tožička          | Útočník | 1901     | 1981  | 5     | 0             | 0                | 1                | MS 1930, MS 1931, MS 1933, MS 1934, MS 1935                                                                |
| Ladislav Troják       | Útočník | 1914     | 1948  | 4     | 1             | 0                | 1                | MS 1937, MS 1938, MS 1939, MS 1947                                                                         |
| Josef Trousílek       | Obránce | 1918     | 1990  | 3     | 2             | 0                | 0                | MS 1939, MS 1947, MS 1949                                                                                  |
| Ľubomír Ujváry        | Obránce | 1948     |       | 1     | 0             | 0                | 1                | MS 1970 |
| Eduard Uvíra          | Obránce | 1961     |       | 3     | 1             | 2                | 0                | MS 1982, MS 1983, MS 1985                                                                                  |
| Vilém Václav          | Útočník | 1925     | 2011  | 1     | 0             | 0                | 1                | MS 1957 |
| František Vacovský    | Obránce | 1926     | 2016  | 1     | 1             | 0                | 0                | MS 1949 |
| Oldřich Válek         | Útočník | 1960     |       | 3     | 1             | 1                | 1                | MS 1983, MS 1985, MS 1989                                                                                  |
| František Vaněk       | Útočník | 1931     | 2020  | 5     | 0             | 1                | 3                | MS 1957, MS 1958, MS 1959, MS 1961, MS 1963                                                                |
| Vladimír Veith        | Útočník | 1954     | 1997  | 1     | 0             | 1                | 0                | MS 1974 |
| Peter Veselovský      | Útočník | 1964     |       | 1     | 0             | 0                | 1                | MS 1992 |
| Milan Vidlák          | Útočník | 1926     | 2001  | 3     | 0             | 0                | 1                | MS 1953, MS 1954, MS 1955                                                                                  |
| Miloslav Vinš         | Útočník | 1923     | 2005  | 1     | 0             | 0                | 1                | MS 1957 |
| Miroslav Vlach        | Útočník | 1935     | 2001  | 5     | 0             | 1                | 3                | MS 1957, MS 1958, MS 1959, MS 1961, MS 1963                                                                |
| Rostislav Vlach       | Útočník | 1962     |       | 2     | 0             | 0                | 2                | MS 1987, MS 1989                                                                                           |
| Petr Vlk              | Útočník | 1964     |       | 2     | 0             | 0                | 1                | MS 1987, MS 1991                                                                                           |
| Ján Vodila            | Útočník | 1961     |       | 1     | 0             | 0                | 0                | MS 1986 |
| Karel Vohralík        | Obránce | 1945     | 1998  | 1     | 0             | 0                | 1                | MS 1973 |
| David Volek           | Útočník | 1966     |       | 2     | 0             | 0                | 1                | MS 1987, MS 1991                                                                                           |
| Jaroslav Volf         | Útočník | 1933     | 1990  | 2     | 0             | 0                | 1                | MS 1958, MS 1959                                                                                           |
| Karel Vorel           | Brankář | 1906     | ???   | 1     | 0             | 0                | 1                | MS 1933 |
| Jaroslav Walter       | Útočník | 1939     | 2014  | 1     | 0             | 0                | 1                | MS 1963 |
| Vladimír Zábrodský    | Útočník | 1923     | 2020  | 4     | 2             | 0                | 1                | MS 1947, MS 1949, MS 1954, MS 1955                                                                         |
| Jozef Záhorský        | Brankář | 1929     | 2002  | 1     | 0             | 0                | 0                | MS 1953 |
| Jan Zajíček           | Obránce | 1951     |       | 1     | 0             | 1                | 0                | MS 1978 |
| Richard Žemlička      | Útočník | 1964     |       | 2     | 0             | 0                | 1                | MS 1991, MS 1992                                                                                           |